# Christian Ernst Bernhard Morgenstern
Christian Ernst Bernhard Morgenstern (29 de septiembre de 1805-27 de febrero de 1867) fue un pintor de paisajes alemán. Está considerado uno de los pioneros del Realismo pictórico temprano en Alemania, reputación que ganó en Hamburgo durante 1826-1829, junto a su contemporáneo Adolph Friedrich Vollmer; mientras ambos todavía estudiaban. De 1830 en adelante, Morgenstern, junto con Friedrich Wasmann, Johan Christian Dahl y Adolph Menzel, introdujeron la pintura realista en Múnich.

## Biografía

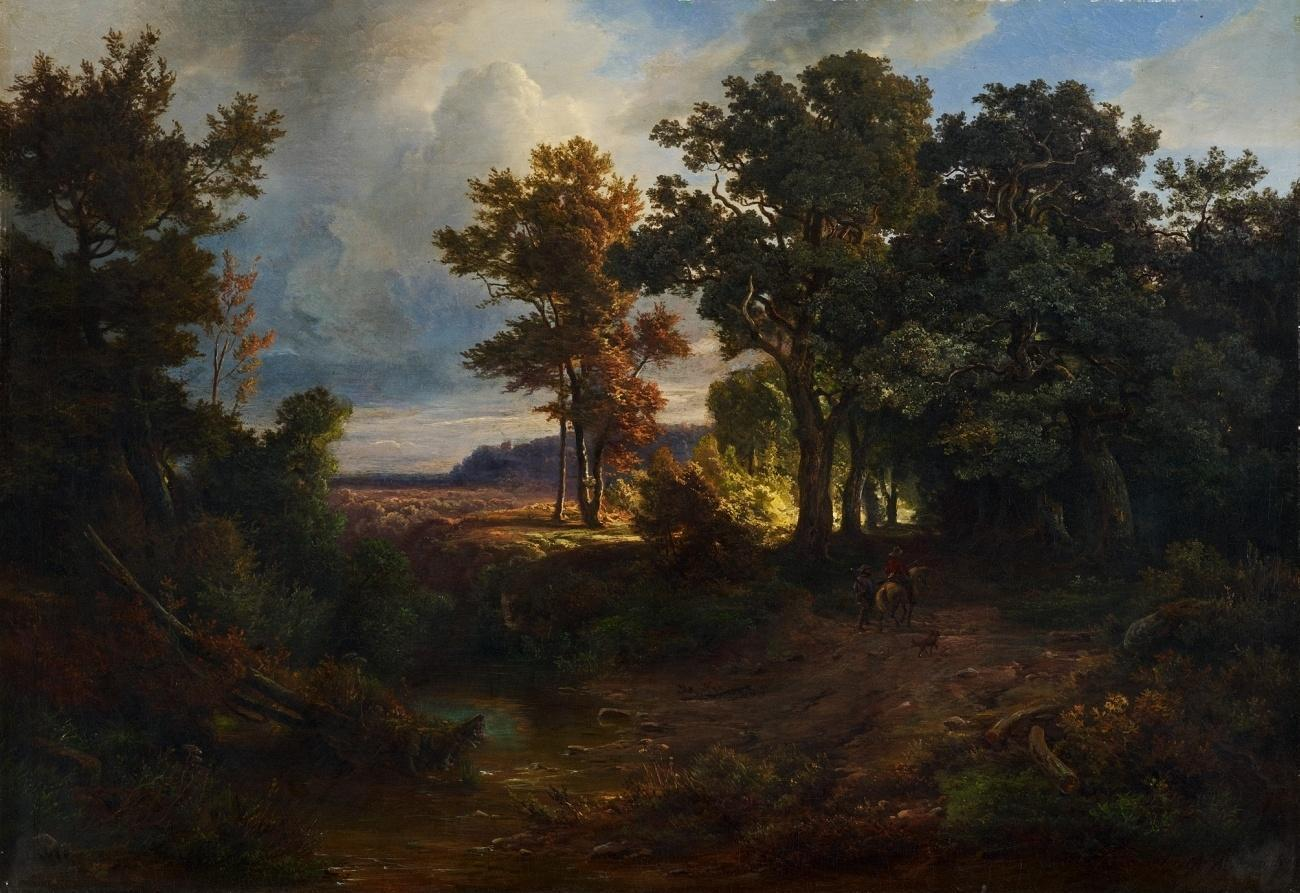
Landschaft mit Waldweg und Reiter, o Paisaje con camino del bosque y jinete (1849).

Morgenstern nació en Hamburgo, como uno de los seis hijos de un pintor de miniaturas, Johann Heinrich Morgenstern (1769-1813). Después de la muerte temprana de su padre, se volvió aprendiz en el taller gráfico de los hermanos Suhr. Cornelius Suhr tomó al joven Morgenstern como su criado en un viaje de dos años por Alemania para publicitar las impresiones litográficas panorámicas que los hermanos Suhr producían. En 1822 se embarcó en otro largo viaje a San Petersburgo, donde se quedaron un año, y a Moscú. En su regreso a Hamburgo, Morgenstern dejó a Suhr y su lugar pasó a ser ocupado por Adolph Friedrich Vollmer.
Se convirtió en estudiante del pintor de Hamburgo, Siegfried Bendixen, con quien se mantuvo de 1824 a 1827, para luego continuar sus estudios en la Academia danesa Real de Bellas Artes en Copenhague  de 1827 a 1828, y emprendió viajes de estudio a través de Suecia y Noruega. Bendixen le presentó a Carl Friedrich von Rumohr, aristócrata rico y patrocinador de las artes, quien era patrón de muchos artistas jóvenes de Hamburgo; y en cuya propiedad en Holstein, Morgenstern pasó varios veranos.
En 1830 Morgenstern fue a Múnich por consejo de Ruhmor. Se estableció allí permanentemente mientras emprendía extensos viajes anuales de estudio: los primeros años por Bavaria, y luego, en el verano de 1836 y los veranos siguientes, a la Alsacia, como huésped de un patrón de las artes.
El invierno de 1839/40, regresó a Hamburgo para quedarse con su madre. En 1841 visitó Venecia y Trieste junto al pintor de paisajes Eduard Schleich el Viejo, y una vez más en 1843; también en 1846 visitaron los Alpes centrales. En el verano de 1850 se quedó en Heligoland. De 1853 en adelante pasó los veranos en Dachau, con familiares y amigos; desde 1860 a menudo cerca del Lago Chiem y del Lago de Starnberg.
En 1844 Morgenstern se casó con Louise von Lüneschloß (1804-1874), hija adoptada del pintor de miniaturas Carlo Restallino.  El hijo de la pareja, Carl Ernst Morgenstern (1847-1928) también se volvió pintor de paisajes y fue el padre del famoso escritor y poeta Christian Morgenstern (1871-1914).

## Importancia
Morgenstern fue altamente admirado en vida. En retrospectiva, su importancia recae predominantemente en su trabajo realista temprano. Cuándo Carl Rottmann regresó de Grecia en 1835, ambos se hicieron amigos cercanos de por vida, y se dice, se influenciaron el uno sobre el otro. El historiador de arte Paul F. Schmidt considera la influencia de   Rottman como perjudicial al trabajo de Morgenstern. En 1931 Schmidt escribió que así como Morgenstern había sido de importante alrededor de 1830 en Alemania para el desarrollo de un pre-impresionismo independiente, a través de la influencia del tardío estilo romántico de Rottmann y del grupo Düsseldorf, su trabajo se fue conformando cada vez más al gusto contemporáneo hacia el Romanticismo exagerado que tiende hacia engaño emocional.

## Galería

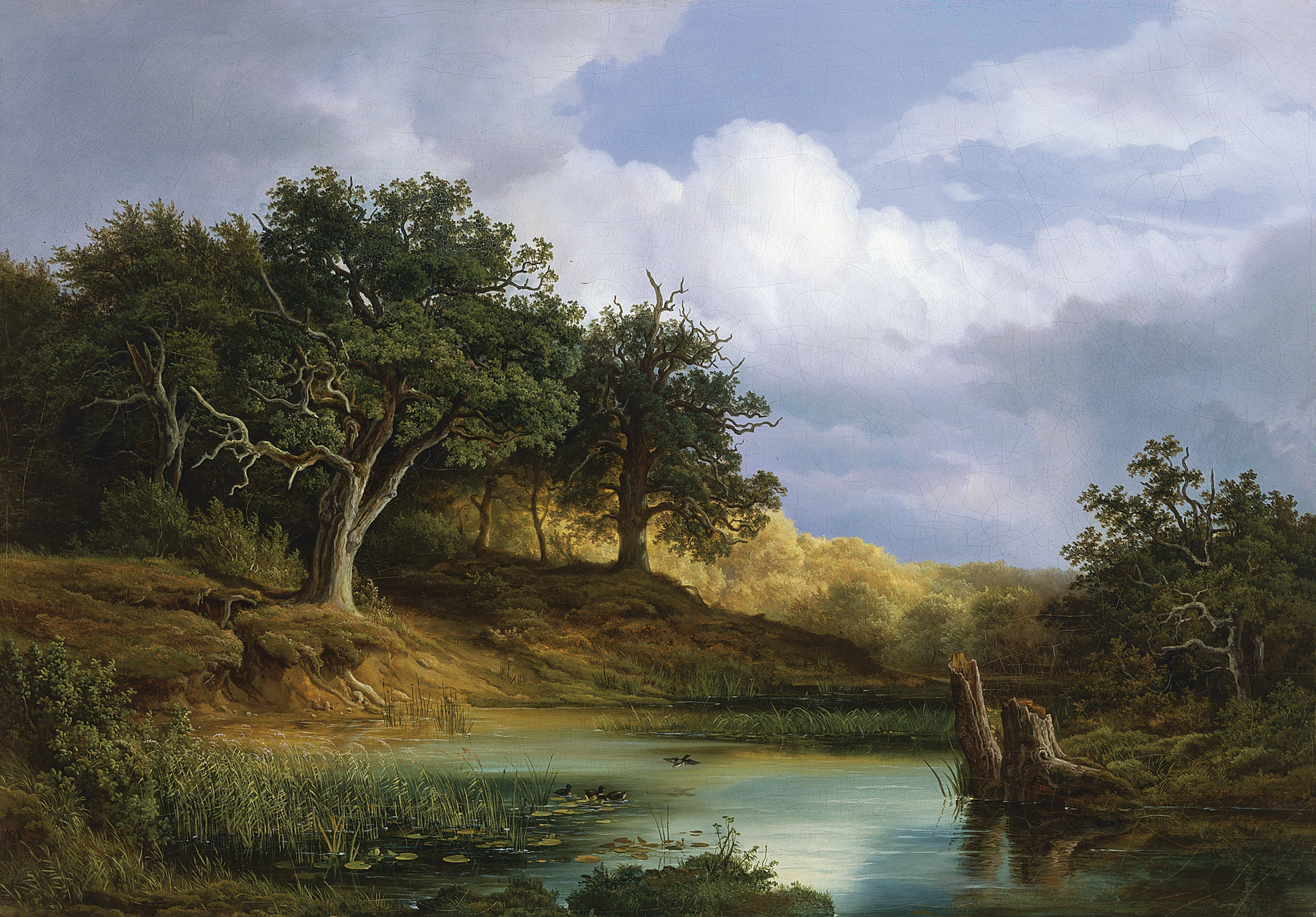
Árboles de roble cerca del agua (1832)
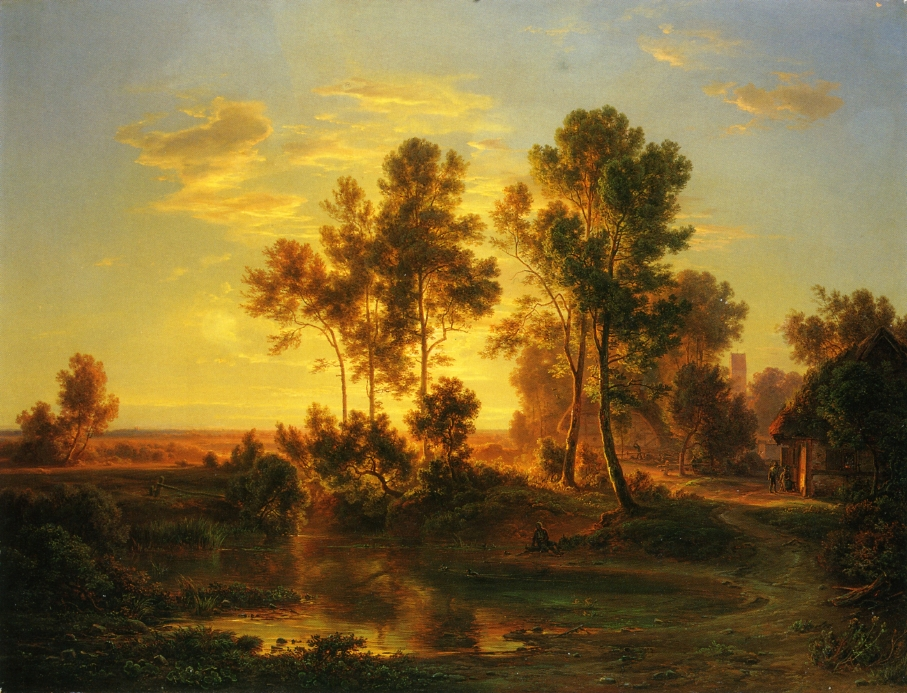
Paisaje en el crepúsculo (1848)
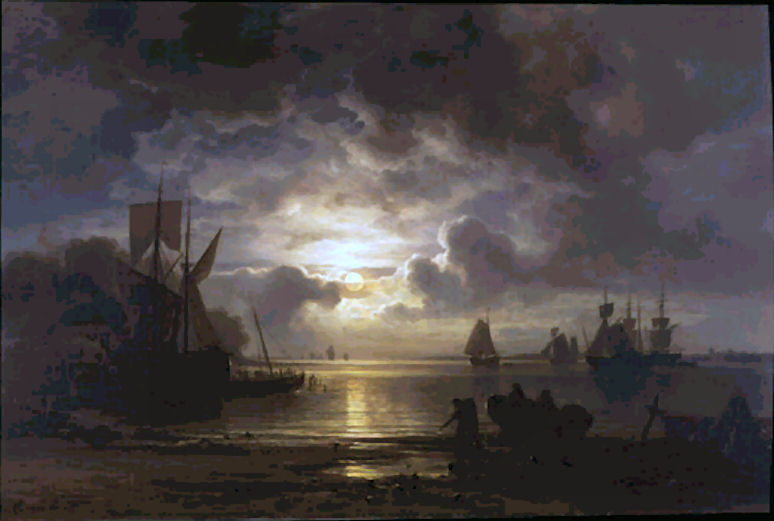
Luna elevándose sobre el río Elbe (probablemente 1864)
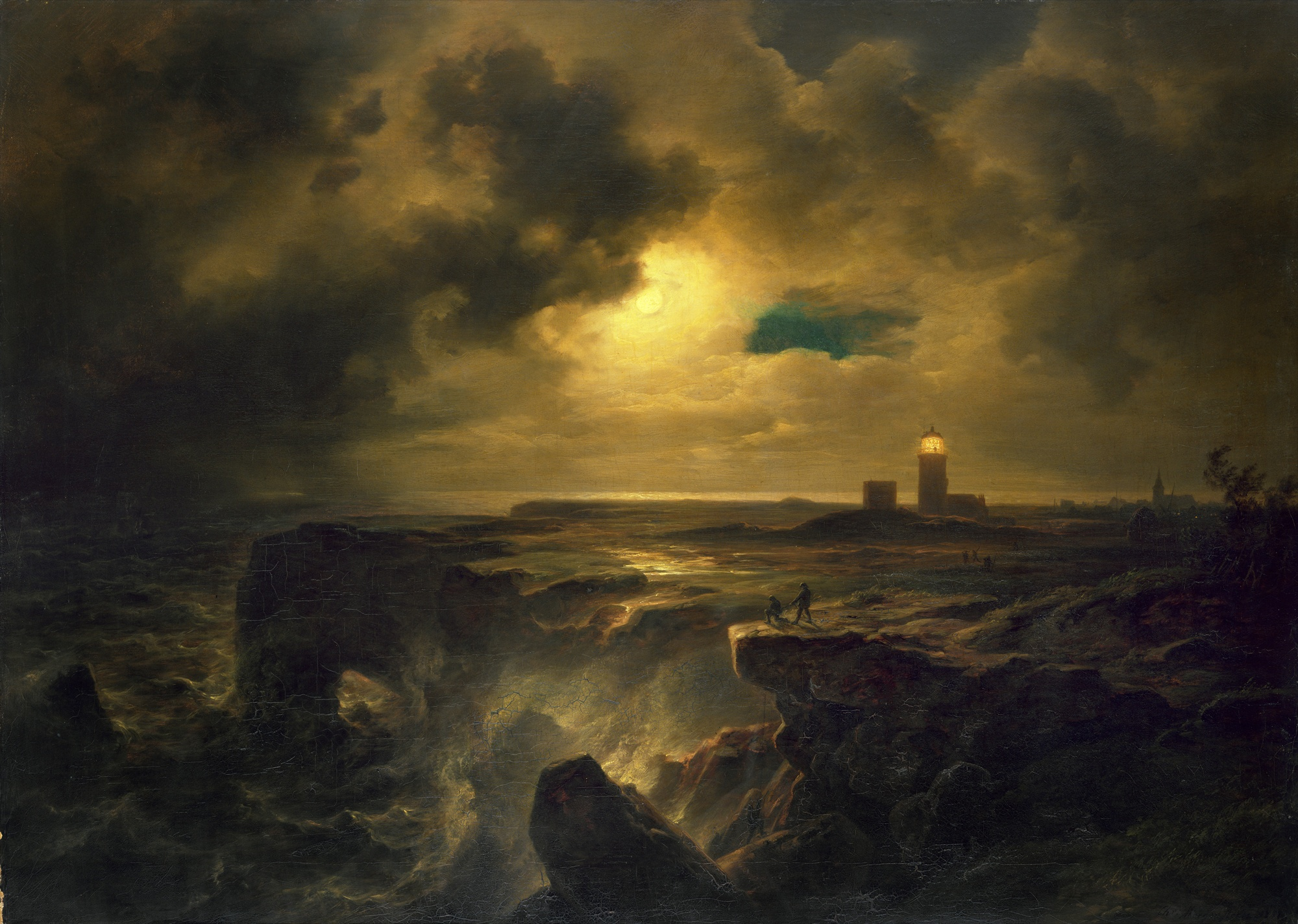
Heligoland a la luz de la luna (1851)
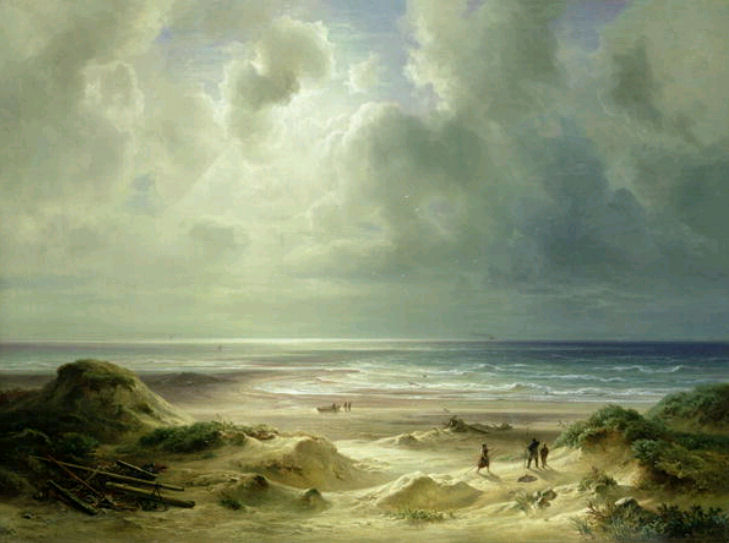
Duna cerca de Heligoland (1854)
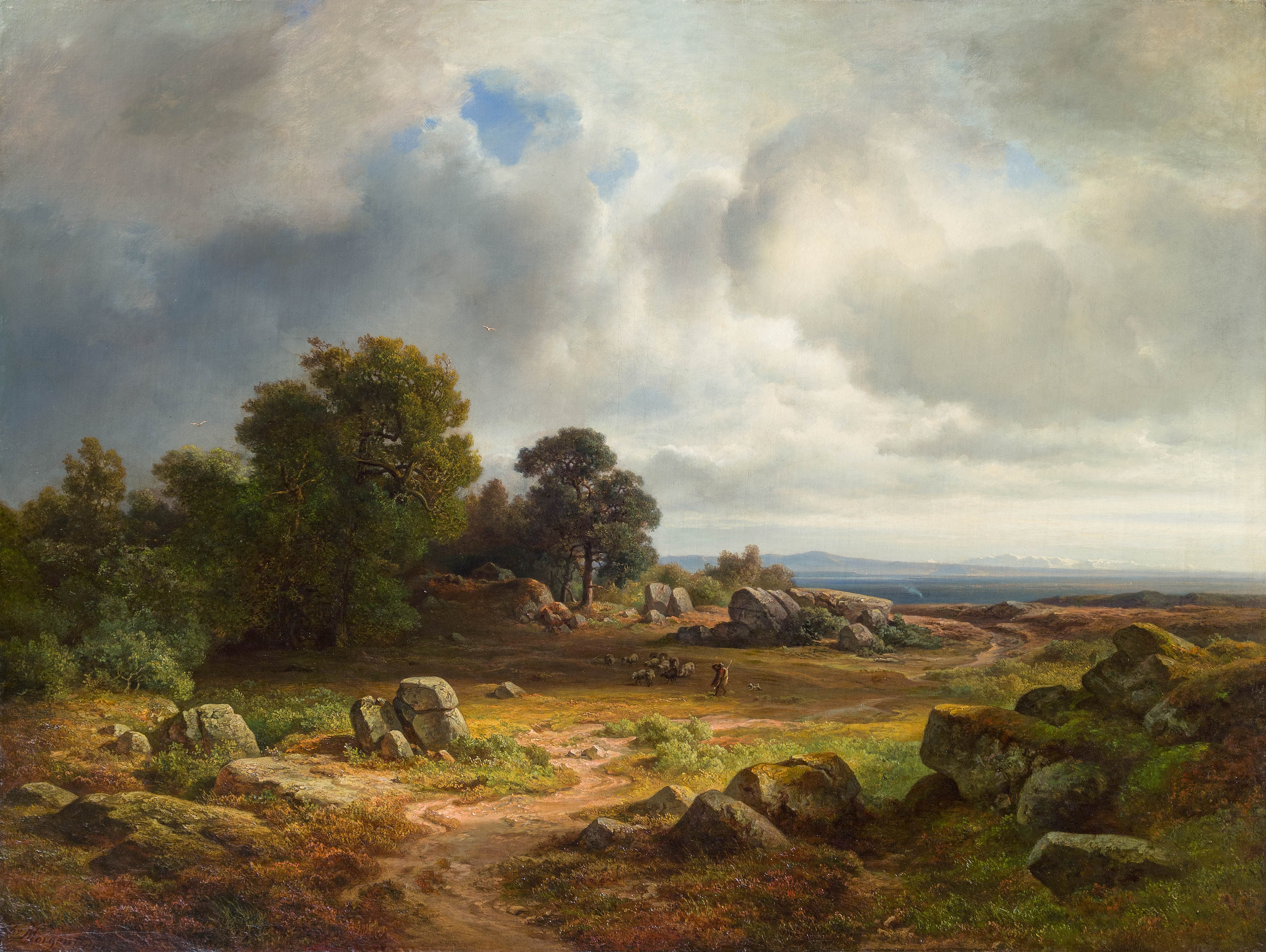
Amplio paisaje con un rebaño de ovejas
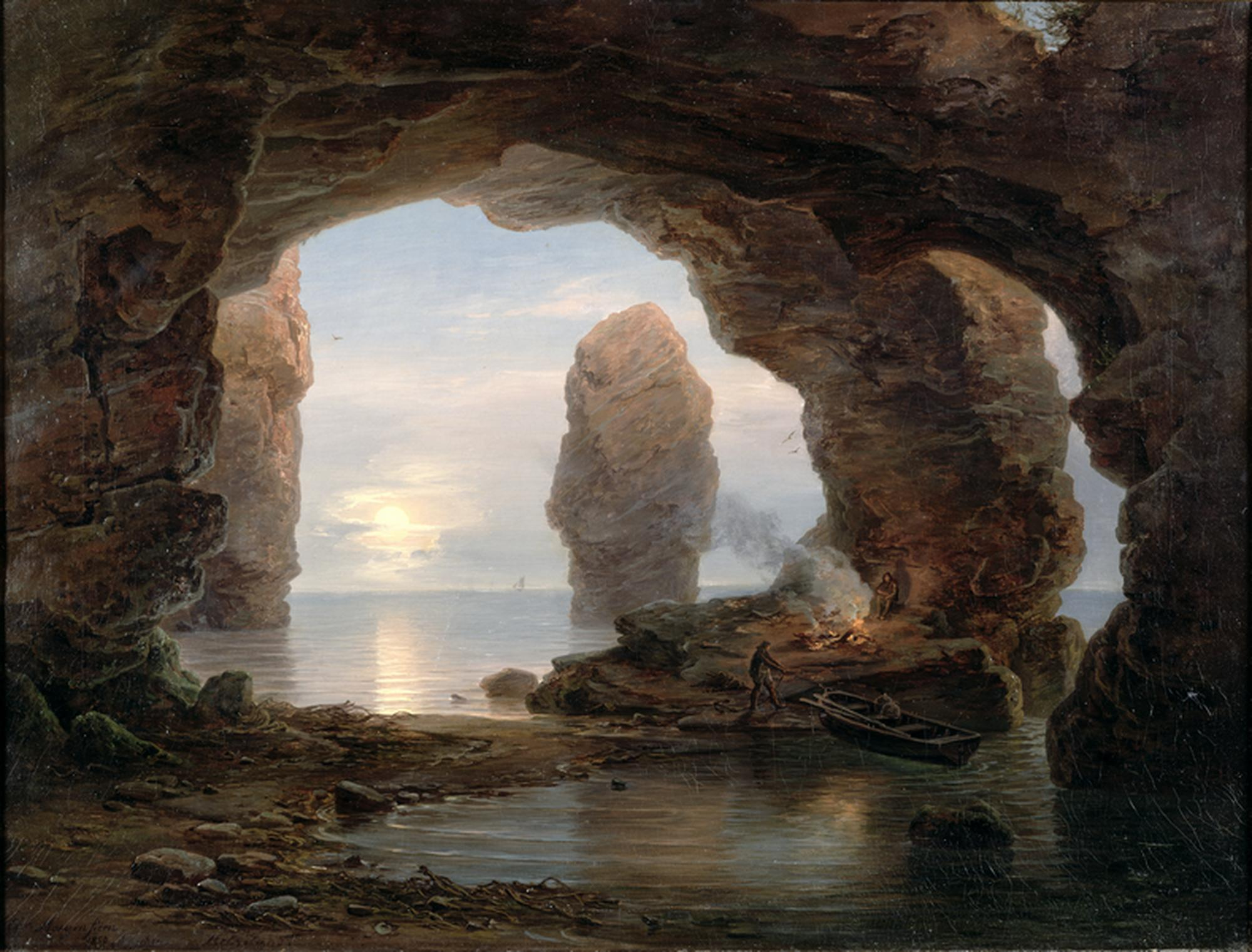
Pescadores en una gruta (1850)
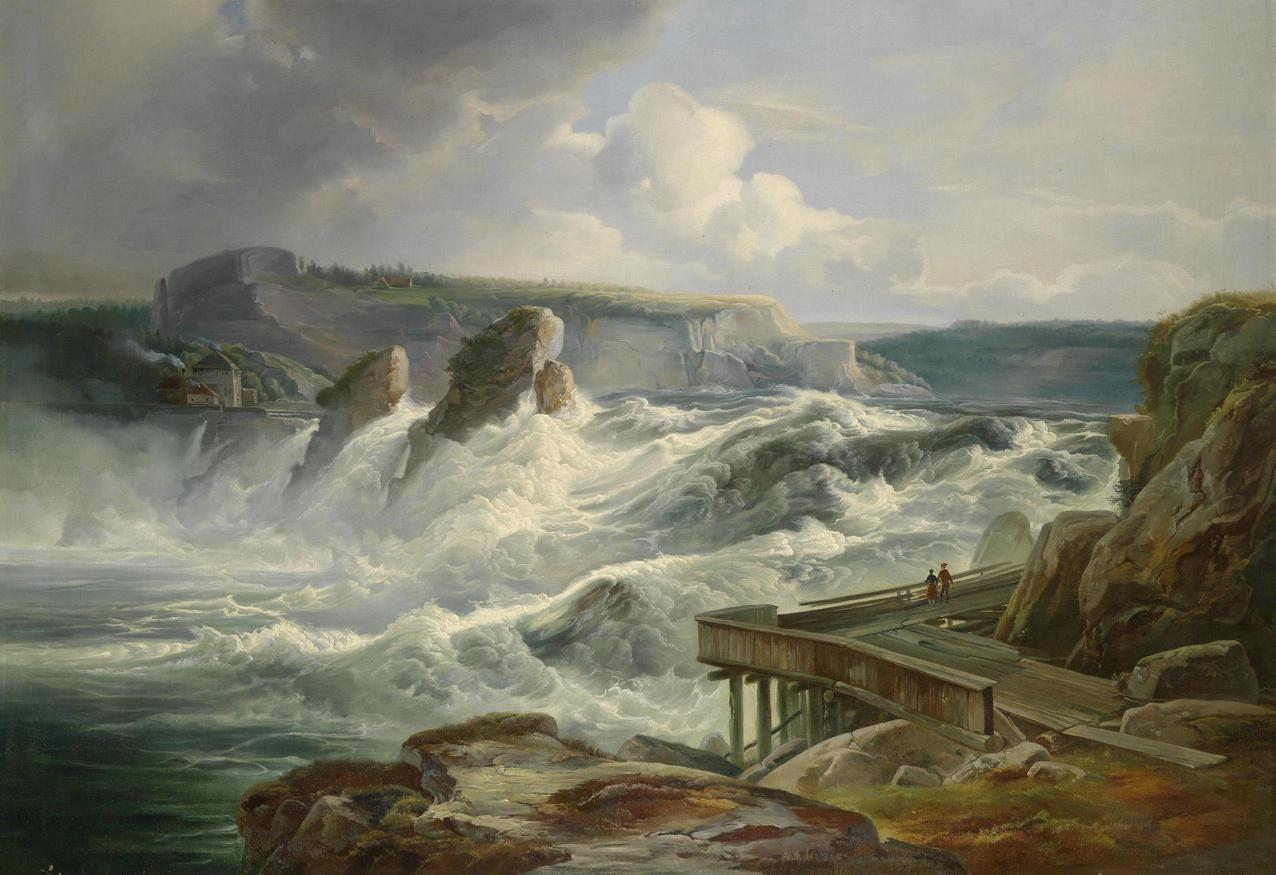
Las cataratas del Rin cerca de Schaffhausen